# Arboreto del Sur de Arkansas
El Arboreto del Sur de Arkansas (en inglés: South Arkansas Arboretum) es un arboreto y jardín botánico 13 acres (5.3 hectáreas) de extensión administrado por el "South Arkansas Community College", que se encuentra en El Dorado, EE. UU.

## Localización
El jardín botánico se ubica próximo a "El Dorado High School". 
South Arkansas Arboretum El Dorado High School — El Dorado, Arkansas-Estados Unidos.33°13′5.16″N 92°41′4.56″O / 33.2181000, -92.6846000
Está abierto todos los días del años excepto por vacaciones.

## Historia
Abierto al público en 1965, este arboreto es el único parque del estado de Arkansas ubicado en el interior de una ciudad. Incluye más de 2 millas (3 km) de caminos pavimentados.

## Colecciones
En el arboreto la flora y los árboles de las plantaciones corresponden a : 
- Plantas indígenas de la región de Arkansas que corresponde a la llanura costera del Golfo de México,
- Colección de azaleas y Camelias.

Muchos de los árboles están identificados con una placa, incluyendo pinos de hoja larga (Pinus palustris), pinos de hojas cortas, Pinus elliottii, así como magnolias del sur, tulípero de hoja negra (Nyssa sylvatica), Fraxinus americana, Platanus occidentalis, Abedúl de Carolina, Acebo americano, cerezo negro, acer de azúcar (Acer saccharum), y diversas especies de robles.